# 静岡県道272号遠江原谷停車場線
静岡県道272号遠江原谷停車場線（しずおかけんどう272ごう とおとうみはらのやていしゃじょうせん）は、静岡県掛川市を通る道路（県道）である。

## 概要
天竜浜名湖鉄道天竜浜名湖線の原谷駅と県道81号を結ぶ、200m程の短い県道である。県道標識は終点の交差点付近に設置されていて、県道の区間には設置されていない。

### 路線データ
- 陸上距離：0.2km
- 起点：静岡県掛川市本郷（天竜浜名湖鉄道原谷駅）
- 終点：静岡県掛川市本郷（静岡県道81号焼津森線交点）

## 重複区間
なし

## 通過する自治体
- 静岡県
  - 掛川市

## 主な接続路線
- 静岡県道81号焼津森線